# Колібрі-крихітка вогнистогорлий
Колі́брі-кри́хітка вогнистогорлий (Selasphorus ardens) — вид серпокрильцеподібних птахів родини колібрієвих (Trochilidae). Ендемік Панами.

## Опис
Довжина становить 7 см. У самців верхня частина тіла бронзово-зелена, стернові пера чорні з рудими краями. На горлі блискуча рожево-червона пляма, окаймлена знизу білою смугою. Центральна частина грудей і живота білі, решта нижньої частини тіла охристі або коричнюваті, поцятковані блискучими зеленими плямками, нижні покривні пера хвоста охристо-білі. Дзьоб короткий, прямий, чорний.
У самиць верхня частина тіла також бронзово-зелені, центральні стернові пера у них зелені. Решта стернових пер біля основи руді, на кінці у них чорна смуга, кінчики у них охристі. Горло блідо-охристе, поцятковане сіруватими плямками, решта нижньої частини тіла така ж, як у самців. Забарвлення молодих птахів подібне до забарвлення самиць, однак пера на голові у них мають руді краї, а хвіст у них більш зелений.

## Поширення і екологія
Вогнистогорлі колібрі-крихітки є ендеміками комарки Нґобе-Буґле і провінції Верагуас на заході центральної Панами. Історично вони були широко поширені в горах Серранія-де-Табасара, однак з початку XX століття вони відомі лише з гір Серро-Колорадо і Серро-Флорес в Нґобе-Буґле і з гори Серро-Туте в окрузі Санта-Фе у Верагуасі. Існують також непідтвердженні свідчення про спостереження птахів на півострові Асуеро. Вогнистогорлі колібрі-крихітки живуть в чагарникових заростях на узліссях вологих гірських тропічних лісів та на порослих чагарниками галявинах, на висоті від 750 до 1800 м над рівнем моря. Вони живляться нектаром різноманітних квітучих рослин, а також дрібними безхребетними, яких ловлять в польоті.

## Збереження
МСОП класифікує цей вид як такий, що перебуває під загрозою зникнення. За оцінками дослідників, популяція вогнистогорлих колібрі-крихіток становить від 2 до 12 тисяч дорослих птахів, ймовірно. ближно до нижчої межі діапазону оцінок. Це рідкісний вид птахів, якому загрожує знищення природного середовища.